# Substrat en electrònica de potència

Estructura d'un substrat de coure unit directe (superior) i un substrat metàl·lic aïllat (inferior).

El paper del substrat en electrònica de potència és proporcionar les interconnexions per formar un circuit elèctric (com una placa de circuit imprès) i refredar els components. En comparació amb els materials i les tècniques utilitzades en la microelectrònica de potència més baixa, aquests substrats han de transportar corrents més altes i proporcionar un aïllament de tensió superior (fins a diversos milers de volts). També han de funcionar en un ampli interval de temperatures (fins a 150 o 200 °C).

## Substrat de coure enllaçat directe (DBC)
Els substrats DBC s'utilitzen habitualment en mòduls de potència, a causa de la seva molt bona conductivitat tèrmica. Estan compostes per una rajola de material ceràmic amb una làmina de coure unida a una o dues cares mitjançant un procés d'oxidació a alta temperatura (el coure i el substrat s'escalfen a una temperatura controlada amb cura en una atmosfera de nitrogen que conté unes 30 ppm d'oxigen; en aquestes condicions, es forma un eutèctic coure-oxigen que s'uneix amb èxit tant al coure com als òxids utilitzats com a substrats). La capa superior de coure es pot preformar abans de la cocció o gravada químicament mitjançant la tecnologia de plaques de circuit imprès per formar un circuit elèctric, mentre que la capa inferior de coure es manté generalment plana. El substrat s'uneix a un dispersor de calor soldant-hi la capa inferior de coure.

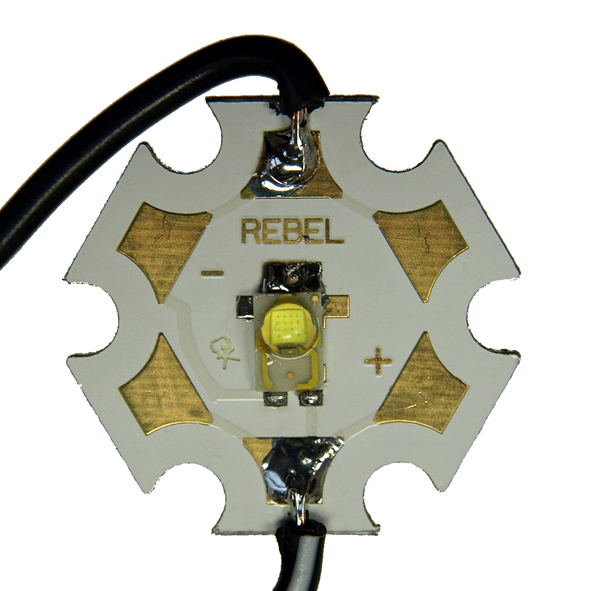
Exemple de PCB tipus IMS: LED d'alta potència "Rebel" de Luxeon amb 3 W de potència

Una tècnica relacionada utilitza una capa de llavors, imatges fotogràfiques i, després, un revestiment de coure addicional per permetre línies fines (fins a 50 micròmetres) i vies de pas per connectar els costats frontal i posterior. Això es pot combinar amb circuits basats en polímers per crear substrats d'alta densitat que eliminen la necessitat de connexió directa dels dispositius d'alimentació als dissipadors de calor.
Un dels principals avantatges del DBC enfront d'altres substrats electrònics de potència és el seu baix coeficient d'expansió tèrmica, que és proper al del silici (en comparació amb el coure pur). Això garanteix uns bons rendiments de ciclisme tèrmic (fins a 50.000 cicles). Els substrats DBC també tenen un excel·lent aïllament elèctric i bones característiques de propagació de la calor.
El material ceràmic utilitzat a DBC inclou:
- Alúmina (Al₂O₃), d'ús habitual pel seu baix cost. No obstant això, no és un conductor tèrmic realment bo (24-28 W/mK) i és fràgil.[4]
- Nitrur d'alumini (AlN), que és més car, però té un rendiment tèrmic molt millor (> 150 W/mK).
- Nitrur de silici (SiN) (90 W/mK)
- HPS (alúmina amb 9% ZrO₂ dopat) (26 W/mK)
- Òxid de beril·li (BeO), que té un bon rendiment tèrmic, però sovint s'evita per la seva toxicitat quan s'ingereix o s'inhala la pols.

## Substrat de metall actiu soldat (AMB)
AMB consisteix en una làmina metàl·lica soldada a la placa base de ceràmica mitjançant pasta de soldadura i alta temperatura (800 °C – 1000 °C) sota buit. Tot i que AMB és elèctricament molt similar al DBC, normalment és adequat per a lots de producció petits a causa dels requisits únics del procés.

## Substrat metàl·lic aïllat (IMS)
L'IMS consisteix en una placa base metàl·lica (l'alumini s'utilitza habitualment pel seu baix cost i densitat) coberta per una fina capa de dielèctric (generalment una capa a base d'epoxi) i una capa de coure (35 μm a més de 200 μm de gruix). El dielèctric basat en FR-4 sol ser prim (uns 100 μm) perquè té una conductivitat tèrmica pobre en comparació amb les ceràmiques utilitzades en substrats DBC.
A causa de la seva estructura, l'IMS és un substrat d'una sola cara, és a dir, només pot acollir components a la part de coure. En la majoria d'aplicacions, la placa base està connectada a un dissipador de calor per proporcionar refrigeració, normalment utilitzant greix tèrmic i cargols. Alguns substrats IMS estan disponibles amb una placa base de coure per a millors rendiments tèrmics.
En comparació amb una placa de circuit imprès clàssica, l'IMS proporciona una millor dissipació de la calor. És una de les maneres més senzilles de proporcionar una refrigeració eficient als components de muntatge en superfície.